# Eugene John Gerber
Eugene John Gerber (* 30. April 1931 in Kingman, Kansas, USA; † 29. September 2018 in Wichita) war ein US-amerikanischer Geistlicher und römisch-katholischer Bischof von Wichita.

## Leben
Eugene John Gerber war der Sohn von Cornelius John und Lena Marie (Tiesmeyer) Gerber. Er studierte zunächst Verwaltungswissenschaften an der Wichita State University. Von 1955 bis 1959 studierte er Philosophie und Theologie am St.-Thomas-von-Aquin-Seminar in Denver. Am 19. Mai 1959 empfing er die Priesterweihe für das Bistum Wichita. Er hatte verschiedene Ämter in der Diözesanverwaltung inne, darunter das des Kanzlers des Bistums. 
Papst Paul VI. ernannte ihn am 16. Oktober 1976 zum Bischof von Dodge City. Der Bischof von Wichita, David Monas Maloney, spendete ihn am 14. Dezember desselben Jahres die Bischofsweihe; Mitkonsekratoren waren Marion Francis Forst, Weihbischof in Kansas City in Kansas, und Richard Charles Patrick Hanifen, Weihbischof in Denver.
Am 17. November 1982 wurde er zum Bischof von Wichita ernannt und am 9. Februar des nächsten Jahres in das Amt eingeführt. Johannes Paul II. nahm am 4. Oktober 2001 seinen vorzeitigen Rücktritt an.